# Festiwal Trzech Kultur we Włodawie

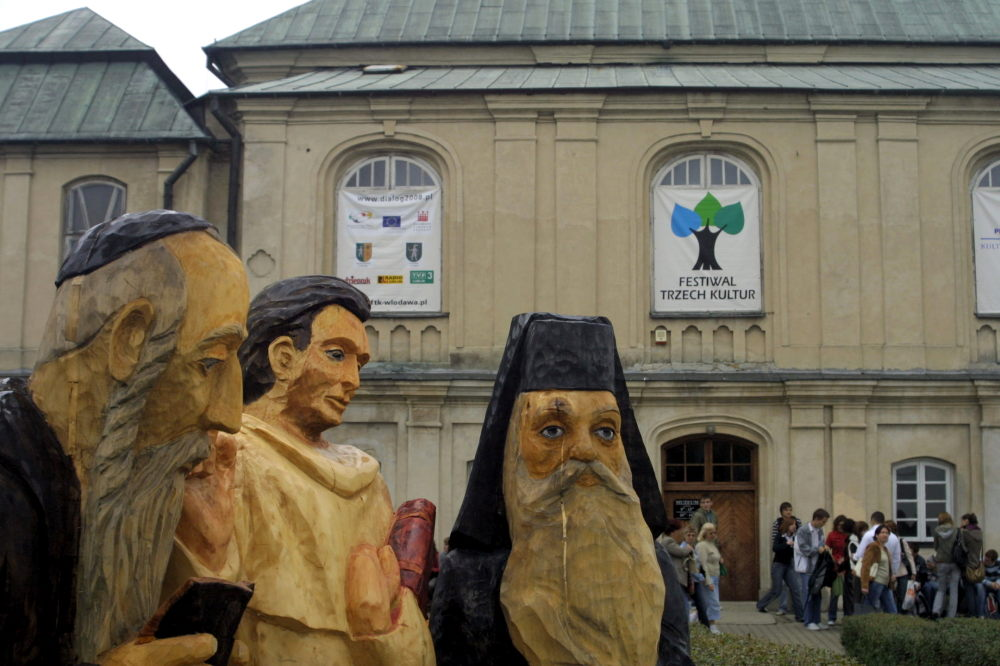
Ludowe rzeźby na placu synagogalnym podczas X Festiwalu Trzech Kultur

Festiwal Trzech Kultur – cykliczna impreza odbywająca się we Włodawie, mająca na celu upamiętnienie wielokulturowej historii tego miasta, a także przybliżenie problematyki wielokulturowości i wielowyznaniowości obecnym mieszkańcom Włodawy. Przedsięwzięcie realizowane jest w ramach programu „Dziedzictwo kulturowe Włodawy”.

## Historia
Pierwsza edycja, pod nazwą Festiwal Muzyki Sakralnej „Muzyka Włodawy”, została zorganizowana przez ówczesne Muzeum Pojezierza Łęczyńsko-Włodawskiego. 
Po kilkuletniej przerwie, z inicjatywy Marka Bema, impreza powróciła w 1999 pod nazwą Festiwal Trzech Kultur, stając się wydarzeniem corocznym, celebrowanym zwykle we wrześniu. Dotychczas odbyło się 21 edycji Festiwalu. 22. edycja zaplanowana na 2021 rok została odwołana z powodu wprowadzenia stanu wyjątkowego przy granicy polsko-białoruskiej.

## Program
Każdego roku program Festiwalu jest realizowany według tego samego schematu. Pierwszy dzień Festiwalu (piątek) poświęcony jest tradycji i religii kultury żydowskiej, a większość wystaw, koncertów, warsztatów zajęciowych, konferencji etc. ma miejsce w kompleksie synagogalnym należącym do włodawskiego muzeum. Drugi dzień (sobota) to dzień kultury związanej z prawosławiem, skupiony wokół włodawskiej cerkwi pw. Narodzenia NMP. Trzeci dzień (niedziela) jest poświęcony tradycji katolickiej, a imprezy festiwalowe odbywają się głównie w okolicach kościoła pw. św. Ludwika i klasztoru paulinów. W ostatnich latach festiwalowy weekend bywał poprzedzany sporadycznymi imprezami dodatkowymi, będącymi swoistym preludium przed oficjalnym rozpoczęciem Festiwalu. Zwykle były to czwartkowe projekcje filmów o korespondującej tematyce we włodawskim kinie (Fanatyk, Cud purymowy). Wstęp na wszystkie festiwalowe imprezy jest zawsze bezpłatny.

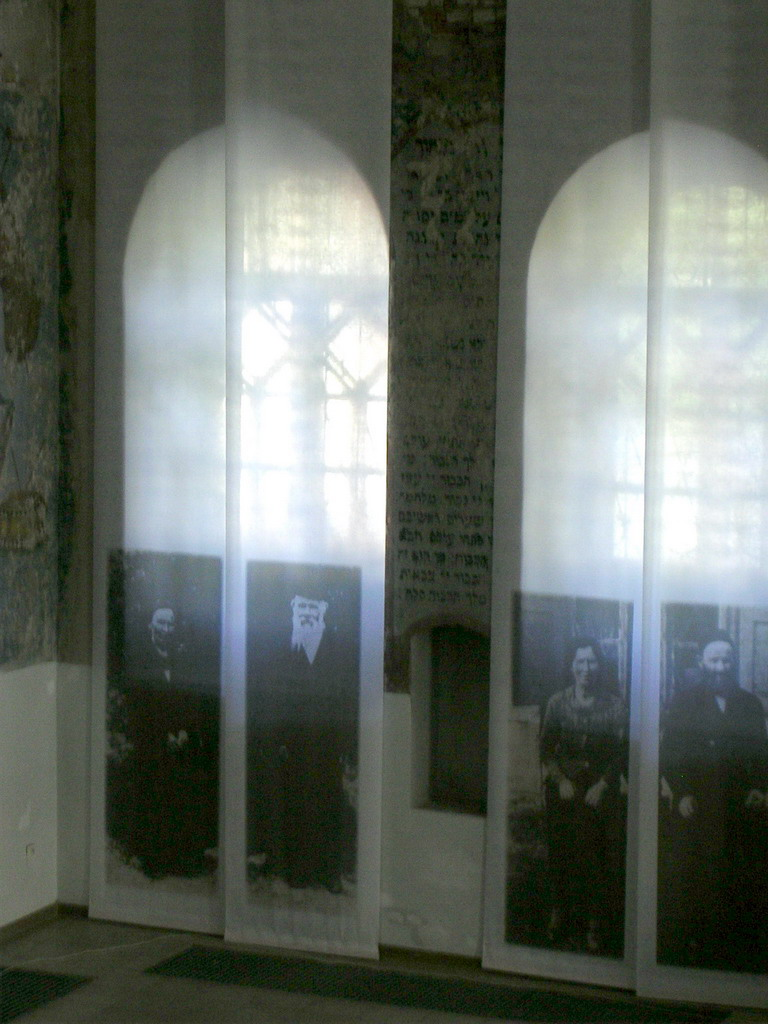
„Chasydzi włodawscy” - wystawa we włodawskiej Małej Synagodze

Na Festiwalu Trzech Kultur gościli tacy artyści, jak André Ochodlo, Grupa Rafała Kmity, Alicja Majewska, Włodzimierz Korcz, Wiktor Zborowski, Marian Opania, Laura Łącz, Edward Linde-Lubaszenko, Bente Kahan, Alosza Awdiejew, Krzysztof Kolberger, kantor Symcha Keller, chór Trzecia Godzina Dnia z solistką Natalią Niemen, The Cracow Klezmer Band, Kroke, Max Klezmer Band, prawosławny chór Oktoich z Wrocławia, Chór Zespołu Muzyki Cerkiewnej z Warszawy pod batutą ks. Jerzego Szurbaka, Poznańskie Słowiki, Zespół Pieśni i Tańca „Mazowsze”, Lubelski Teatr Tańca, Justyna Steczkowska, Anna Szałapak i wielu innych.

## Znaczenie w kraju
Logo Festiwalu stanowi drzewo, którego trzy stylizowane gałęzie-liście (niebieska, jasnozielona i ciemnozielona) wyrastają ze wspólnego pnia. Znak ten ma symbolizować wspólną przeszłość i jedność w różnorodności.
Festiwal Trzech Kultur to pionierska inicjatywa w skali kraju; wzór dla wielu podobnych festiwali powstających w Polsce w ostatnich latach. Jest to także jedno z najważniejszych wydarzeń kulturalnych we Włodawie. O popularności Festiwalu i pozytywnej recepcji jego idei wśród mieszkańców miasta świadczą nie tylko pełne sale podczas festiwalowych imprez, ale także nowe miano, jakim powszechnie nazywana jest Włodawa: „Miasto Trzech Kultur”.